# Aphidius dianensis
Aphidius dianensis är en stekelart som beskrevs av Zhiming Dong och Wang 1996. Aphidius dianensis ingår i släktet Aphidius och familjen bracksteklar. Inga underarter finns listade i Catalogue of Life.